# 魔神英雄伝ワタル (ラジオ)
本記事は、アニメ『魔神英雄伝ワタルシリーズ』の関連ラジオ番組を解説する。放送時間はいずれも日本標準時で表記。

## 解説
本記事における番組は、魔神英雄伝ワタルシリーズの一つとして初めて、メディアをテレビアニメからラジオに移して放送された、「連続ラジオドラマ」と「DJコーナー」（パーソナリティによるトーク）によって主に構成。途中にOVA発売を挿みつつ、『超魔神英雄伝ワタル』としてテレビアニメシリーズが再開されるまでの「ワタル」シリーズの骨子を支えた。また、ラジオドラマ部分を収録したCDも各種発売された。
『魔神英雄伝ワタル3』放送当時は、テレビ普及前に栄華を誇ったラジオドラマは減少方向であった。そこにこのワタルシリーズが「ラジオ＋アニメーション」＝「ラジメーション」というコンセプトを復活させ、放送を開始したことにより、「作品」だけだったワタルワールドの中に声優によるトークという「現実」が混ざる、また、映像のあった作品が音声だけの作品になるという、様々な新しい試みが試された番組であった。その後、続々とこの分野の作品が放送・発売されるようになり、アニメーション分野の「メディアミックスの先駆け」であったと呼ばれることも多い。
『魔神英雄伝ワタル3』放送後の『虎王物語』や続編の『魔神英雄伝ワタル4』も同じスタッフによって制作された。番組自体は毎週1回、日曜日の放送だったが、1992年3月から1993年3月の期間は後述するように月曜日から金曜日にもワタル役の田中真弓と虎王役の伊倉一恵（当時伊倉一寿）がレギュラーDJを務める番組があった。

## ラジメーション
1980年代前半にニッポン放送で放送されたラジオドラマで採用されたラジオとアニメーションからなる造語であったが、1991年にテレビアニメ魔神英雄伝ワタルシリーズの続編として『ラジメーション・魔神英雄伝ワタル3』が制作されたことを機会にこの用語が見直された。『ワタル3』のラジオ番組で初めて採用されたワタルシリーズ固有のものという誤解もあり、関連する文化放送やビクター音楽産業（1993年以降はビクターエンタテインメント）発売のアニメーション系ラジオドラマに多く採用されていたが、他作品や他ラジオ局でも使われるようにもなり、「アニメーション原作のラジオドラマ」を意味する用語のひとつとして認知されるようになった。

## 魔神英雄伝ワタル3
1991年10月から1992年4月まで文化放送ほかにて放送。本編全24話。番組パーソナリティはワタル役の田中真弓と虎王役の伊倉一寿で、ラジオドラマの前後にDJコーナーを設けた30分構成。
原作者の一人である井内秀治は監督としてではなく監修に回り、『魔神英雄伝ワタル』で脚本のいくつかを担当した川崎ヒロユキにシリーズ構成と脚本を、当時新人だった山口亮太に脚本を任せた。井内は「自分が脚本を書いたら人物像も一緒に違った内容になる」とも語っている。話は『魔神英雄伝ワタル2』の後日談になる。

### あらすじ
星界山を救ったワタルは再び日常生活に戻り、学校の文化祭の劇の主役に選ばれて発表会に向けて練習していた。文化祭の前日の学校帰りに、ワタルはパトカーに追いかけられているヒミコ、そして図らずもそば屋で食い逃げをしてしまっていたシバラクと再会した。2人から龍神丸が待っていると言われて龍神池にて龍神丸に会いに行くと、彼からまたしても創界山の危機が告げられる。龍神丸を含める龍神たちは十万年に一度「光の龍玉」という光の玉となって誕生し守るべき地へ運ばれて龍となるが、新たに生まれた「光の龍玉」が守護される場所へ運ばれる途中で何者かの襲撃により、魔界の海に浮かぶ世界「浮遊界」に落ちて行方不明になってしまった。その「光の龍玉」がもし魔界の者に奪われるか魔界の海に落ちてしまったら、守護龍神ではなく世界を脅かす暗黒龍が誕生してしまう。それを阻止するべく、「光の龍玉」を取り戻すためにワタルは「浮遊界」へと再び冒険の旅に出る。

### 登場人物
戦部ワタル（いくさべ ワタル）
声 - 田中真弓
剣部シバラク（つるぎべ シバラク）
声 - 西村知道
忍部ヒミコ（しのびべ ヒミコ）
声 - 林原めぐみ
虎王（とらおう）
声 - 伊倉一寿
ゴクアクダー討伐後、浮遊界の救世主となる。
マズルカ
声 - 天野由梨
盗賊。
風色の龍
光の龍玉の中の龍。浮遊界を救うため、自らの意思で浮遊界に降り立った。

### 魔界の者
ノーザン・タイガー以外はゴクアクダーの配下ではない。
牙皇子（きばみこ）
声 - 安達忍
浮遊界を支配し破壊四天王を従える魔界皇子。魔界の海から産まれた。
豹牙（ひょうが）
牙皇子のペット兼護衛用の猛獣。牙皇子の魔界パワーで魔神変化（ましんへんげ）して魔神になる。
破壊四天王（はかいしてんのう）
イースタン・ブル
声 - 安西正弘
破壊四天王の一人。魔神変化して魔神になる。
サザン・クロウ
声 - 水原リン
破壊四天王の紅一点。魔神変化して魔神になる。
ウエスタン・ウルフ
声 - 緒方賢一
破壊四天王のリーダー格。魔神変化して魔神になる。
ノーザン・タイガー
声 - 松本梨香
破壊四天王の一人。魔界の皇子。同じ魔界の皇子であるため、姿は虎王と瓜二つ。
ゴクアクダー
声 - 飯塚昭三
魔界の王。最後は皇龍剣による一斉攻撃で倒される。

### 魔神
『魔神英雄伝ワタル3』は『魔神英雄伝ワタル2』の後のストーリーだが龍神丸、戦神丸、邪虎丸は『魔神英雄伝ワタル』の時の姿に戻っている。戻った経緯は不明。

#### 丸魔神
龍神丸（りゅうじんまる）
技：
戦光龍王剣（せんこうりゅうおうけん）
必殺皇龍剣（ひっさつこうりゅうけん）
風色の龍から与えられた皇龍剣による一斉攻撃。
戦神丸（せんじんまる）
技：
必殺皇龍剣（ひっさつこうりゅうけん）
邪虎丸（じゃこまる）
技：
必殺皇龍剣（ひっさつこうりゅうけん）

#### 魔界の魔神
邪豹牙（じゃひょうが）
豹牙が魔神変化した姿。牙皇子が操縦する。
技：
必殺皇龍剣（ひっさつこうりゅうけん）
イースタン・ブル
破壊四天王イースタン・ブルが魔神変化した姿。
サザン・クロウ
破壊四天王サザン・クロウが魔神変化した姿。
ウエスタン・ウルフ
破壊四天王ウエスタン・ウルフが魔神変化した姿。
バーストタイガー
破壊四天王ノーザン・タイガーが操縦する魔神。彼はある目的でこの機体のパイロットが自分であることを隠している。

### 浮遊界
神部界と魔界の狭間にある魔界の海の上に浮かぶ世界。創界山とは逆に上の層から数えて、第一浮遊界から第五浮遊界まである。下に行くほど魔界の海の影響が強く荒んでいる。
第一浮遊界
第二浮遊界
第三浮遊界
第四浮遊界
第五浮遊界
牙皇神殿

### ラジメーション・魔神英雄伝ワタル3
ラジメーション・魔神英雄伝ワタル3 （1991年10月 - 1992年4月）
- 毎週日曜日 21時00分 - 21時30分（文化放送）
- 毎週日曜日 21時30分 - 22時00分（ラジオ大阪）

### CDシネマ 魔神英雄伝ワタル3
ラジメーションを収録したCD。各4話収録。放送時とは違い、各話の間にオープニング、エンディング、次回予告はなく、4話が繋がって収録されている。
CDシネマ1「救世主復活篇」
CDシネマ2「浮遊界突入篇」
CDシネマ3「摩天楼激闘篇」
CDシネマ4「戦場大波乱篇」
CDシネマ5「牙王城炎上篇」
CDシネマ6「浮遊界沈没篇」

## 魔神英雄伝ワタル3 虎王物語
1992年10月から1993年3月まで文化放送ほかにて放送。番組パーソナリティは『ワタル3』と同じく田中真弓と伊倉一寿で、ラジオドラマの前後にDJコーナーを設けた30分構成。ドラマ部分は、すでに発売されていたCDドラマ『ぼくの虎王』シリーズ（全3章）のドラマ部分を全8回に分けて放送した後、ラジオ初出となる『虎王伝説』全16話を放送。全24回が放送された。
『魔神英雄伝ワタル3 虎王物語』が放送枠名であり、『虎王伝説』はその枠内で放送された「ラジオドラマ」の名称である。また、『ワタル3』とついているが、前作の流れでそのままついていた表記であり、ドラマの『ワタル3』とはまったくの別物である。実質的にはこれまでのワタルシリーズの流れを継いだ「シーズン4」的作品。
この枠で放送された『ぼくの虎王 第一章』は『ワタル3』放送前に発売されたもので、発売当時は『ワタル2 ぼくの虎王 第一章』の名義で発売されていたが虎王物語発売前後から、帯などでの表記が『ワタル3』に修正されて発売されている。
『虎王伝説』は1990年の2月（『ワタル2』放送前）から9月（『ワタル2 超激闘編』放送頃）にかけて角川文庫より発売された、監督の井内秀治による小説（全3巻）を基とし、読者感想の「ストーリーが難しい」という意見を受け原作の重要人物の一部を未登場にするなどストーリーの再構成を行った。そのため、ワタルシリーズにおいて放送前に唯一「原作」が存在した作品とも言える。

### 放送時間
ラジメーション・魔神英雄伝ワタル3 虎王物語（1992年10月 - 1993年4月）
- 毎週日曜日 22時30分 - 23時00分（文化放送）
- 毎週土曜日 21時00分 - 21時30分（ラジオ大阪）

### CDシネマ 魔神英雄伝ワタル3虎王物語 虎王伝説
ラジメーションを収録したCD。
CDシネマ1 虎王闇嵐篇
CDシネマ2 魔皇降臨篇
CDシネマ3 千年恋歌篇
CDシネマ4 魔界夢幻篇
| 文化放送 日曜22:30 - 23:00枠（1992年10月 - 1993年4月） | 文化放送 日曜22:30 - 23:00枠（1992年10月 - 1993年4月） | 文化放送 日曜22:30 - 23:00枠（1992年10月 - 1993年4月） |
| 前番組                                                 | 番組名                                                 | 次番組                                                 |
| ------------------------------------------------------ | ------------------------------------------------------ | ------------------------------------------------------ |
| 近藤真彦のSUNDAY MOTOR RADIO                           | ラジメーション・魔神英雄伝ワタル3虎王物語              | ノン子とのび太のアニメスクランブル                     |

## 魔神英雄伝ワタル4
1993年10月から1994年3月まで文化放送とラジオ大阪にて放送。パーソナリティは前作『ワタル3』から引き続き田中真弓と伊倉一寿。前放送まで必ずあったドラマパートが無い放送回があり、ドラマ4話放送につき一回がトークのみのDJスペシャルとして放送された。
『ワタル4』という表記になっているが、実際は「ミニ外伝集」的作品。そのため、ドラマは前作の『3』とは違って一連を通して紡がれる話ではなく、オムニバス形式のサイドストーリーとなっている。

### 放送時間
- 毎週日曜日 23時30分 - 24時00分（文化放送）
- 毎週日曜日 22時30分 - 23時00分（ラジオ大阪）

### あらすじ
1つの物語につき4話構成。なお、「小さな恋の海火子」には『2』に登場したキャラクター（勇哩火、渡津海、プリプリ姫、クリクリ王子など）が再登場する。
1. ヒミコと虎王の物語
ある日のこと、ふと虎王はヒミコに母親の名前を尋ねるが、彼女は「しらない」と言う。不憫に思った虎王はヒミコと共にヒミコの母親探しの旅に出る。
2. 小さな恋の海火子
ドワルダー（ドアクダー）がワタルたちに倒されてから1年が過ぎ、星界山の皇子としての日々を過ごしていた海火子だったが、退屈でうんざりとしていた。そんなある日、以前に宇宙界で出会ったプリプリ姫が来賓として宮殿に訪ねてくることになる。
3. YOUNGシバラクの冒険
創界山の冒険中、シバラク思い出の地に偶然やってきた一行。シバラクは若い頃のことを自慢げに語るがワタルはそれを信用しない。そこで、シバラクはこの近くにある過去を映し出す不思議な泉にワタルを連れていく。
泉に映し出される姿を見ようと身を乗り出したワタルは誤って泉に落ちてしまう。気がつくとそこにシバラクの姿は無かった。
4. ワタル&クラマ オン ステージ
創界山の冒険の途中、ワタルとクラマは谷の奥深く「マジョリダーナの秘密の花園」に迷い込んでしまう。
5. 創界山パラダイス
突然、ヒミコに触れたとたんに、シバラクやクラマや海火子にさらには龍神丸の人格がヒミコになってしまう。ヒミコの愛を受け入れなければ創界山中の人々がヒミコになる。創界山始まって以来の最大のピンチにワタルが再び召喚された。

### CDシネマ 魔神英雄伝ワタル4
ラジメーションを収録したCD。
CDシネマ1 ヒミコと虎王の物語
CDシネマ2 小さな恋の海火子
CDシネマ3 YOUNGシバラクの冒険
CDシネマ4 ワタル&クラマ オン ステージ
CDシネマ5 創界山パラダイス
| 文化放送 日曜 23:30 - 24:00枠                         | 文化放送 日曜 23:30 - 24:00枠                                       | 文化放送 日曜 23:30 - 24:00枠                                                   |
| 前番組                                                | 番組名                                                              | 次番組                                                                          |
| ----------------------------------------------------- | ------------------------------------------------------------------- | ------------------------------------------------------------------------------- |
| ラジオドラマ マダラ転生編 （1993年4月11日 - 10月4日） | ラジメーション・魔神英雄伝ワタル4 （1993年10月11日 - 1994年4月3日） | 大学受験生ナマワイド「Jランド」 （1994年4月10日 - 1995年4月2日） ※23:00 - 25:00 |

## 魔神英雄伝ワタル外伝 ピュアピュアヒミコ
前作から約3年ぶりに再開されたシリーズ。1996年10月から1997年3月まで文化放送・ラジオ大阪ほかにて放送。パーソナリティは宮村優子。ラジオドラマは全16話。そのため、ドラマ4週が放送された後と放送初回および最終回はDJコーナーのみの放送だった。

### 放送時間
- 毎週金曜日 25時30分 - 26時00分（文化放送）
- 毎週土曜日 23時30分 - 24時00分（ラジオ大阪『瞳と光央の爆発ラジオ』内）
- 他、北海道放送、東海ラジオ、九州朝日放送、大分放送で放送。

### あらすじ
神部界に魔界のお嬢様「ドミコ」が仲間を引き連れ、創界山を征服しようとモンジャ村へとやってきた。しかし、ヒミコと出会い調子が狂いだし肝心の征服がままならない。しかも虎王を好きになり、ついには現生界のワタルが住む龍神町へと騒動が大きくなっていく。

### 主題歌
- オープニングテーマ「future」（歌：三重野瞳）
- エンディングテーマ「くるみパン」（歌：宮村優子）

### CDシネマ 魔神英雄伝ワタル外伝 ピュアピュアヒミコ
ラジメーションを収録したCD。
CDシネマ1 ピュアピュアヒミコ第一巻
CDシネマ2 ピュアピュアヒミコ第二巻
CDシネマ3 ピュアピュアヒミコ第三巻
CDシネマ4 ピュアピュアヒミコ第四巻
| 文化放送 金曜25:30 - 26:00             | 文化放送 金曜25:30 - 26:00                                         | 文化放送 金曜25:30 - 26:00       |
| 前番組                                 | 番組名                                                             | 次番組                           |
| -------------------------------------- | ------------------------------------------------------------------ | -------------------------------- |
| ぼくのマリ－WARS!! （1996年4月 - 9月） | 魔神英雄伝ワタル外伝 ピュアピュアヒミコ （1996年10月 - 1997年3月） | 勇者王への道 （1997年4月 - 9月） |

## 超魔神英雄伝ワタル
1997年10月から1998年9月まで文化放送・ラジオ大阪他にて放送。前期（1997年10月から1998年3月）パーソナリティを田中真弓と西村知道が、後期（1998年4月から9月）パーソナリティを田中真弓と愛河里花子が務めた。前4作と異なり、ラジオドラマ部分がなく、同時期に放送していたアニメーションのバックアップ的な番組として放送。前期の西村参加によるアダルチックな雰囲気に対し、後期の愛河参加時には下ネタ満開で正反対な雰囲気を醸し出していた。

### 放送時間
- 毎週金曜日25時30分 - 26時00分（文化放送）
- 毎週土曜日23時30分 - 24時00分（ラジオ大阪『瞳と光央の爆発ラジオ』内）
- 他、北海道放送、九州朝日放送で放送。

| 文化放送 金曜25:30～26:00枠 | 文化放送 金曜25:30～26:00枠 | 文化放送 金曜25:30～26:00枠                                          |
| 前番組                      | 番組名                      | 次番組                                                               |
| --------------------------- | --------------------------- | -------------------------------------------------------------------- |
| 勇者王への道                | 超魔神英雄伝ワタル          | ひので街探偵事ム所 ↓ 小野坂・桃井のバーチャラジオ 電脳戦隊モモンガー |

## ワタル関係 他ラジオ関連番組
田中真弓・伊倉一寿のふけてコンバンニャ!（1992年4月 - 9月）
本伝と『虎王物語』の間のラジオドラマがない期間のタイトル。
- 毎週日曜日 23時00分 - 23時30分（文化放送）
- 毎週月曜日 20時30分 - 21時00分（ラジオ大阪）

田中真弓・伊倉一寿のAnimatic600秒&アニメどっかん!（1992年3月 - 1993年3月）
- 毎週月曜 - 金曜 23時20分 - 23時30分頃（文化放送『サスケの夜はこんびんば!』内）